# Peter Wiersum
Peter Noel Jan Wiersum (* 1. November 1984 in Sutton Coldfield, England) ist ein ehemaliger niederländischer Steuermann im Rudern, der von 2008 bis 2016 mit dem niederländischen Achter das olympische Finale erreichte.

## Sportliche Karriere
Peter Wiersum begann 2005 mit dem Rudersport, 2006 debütierte er im Weltcup als Steuermann des Leichtgewichts-Achters. Im folgenden Jahr gewann er mit dem Leichtgewichts-Achter den Titel bei den Weltmeisterschaften in München. 2008 startete er im Achter ohne Gewichtsbeschränkung, mit dem er den vierten Platz hinter den Kanadiern, den Briten und dem US-Achter bei den Olympischen Spielen 2008 in Peking belegte.
2009 gewann der niederländische Achter hinter dem Deutschland-Achter und den Kanadiern die Bronzemedaille bei den Weltmeisterschaften. Im Jahr darauf belegte Wiersum mit dem Achter sowohl bei den Europameisterschaften als auch bei den Weltmeisterschaften den vierten Platz. Bei den Weltmeisterschaften 2011 erreichte der Achter den sechsten Platz. Auch bei den Olympischen Spielen 2012 gelangte der niederländische Achter ins A-Finale und belegte den fünften Platz. 
Im nacholympischen Jahr gewann der niederländische Achter bei den Europameisterschaften die Bronzemedaille hinter den Deutschen und den Polen. Bei den Weltmeisterschaften 2013 belegte der Achter den fünften Platz. 2014 war für den niederländischen Achter ein schwächeres Jahr mit einem siebten Platz bei den Europameisterschaften und dem achten Platz bei den Weltmeisterschaften in Amsterdam. Ein Jahr später waren nur noch Kaj Hendriks, Boudewijn Röell und Peter Wiersum aus dem Vorjahres-Achter dabei, als der niederländische Achter bei den Weltmeisterschaften hinter Briten und Deutschen die Bronzemedaille gewann. 2016 gewann der niederländische Achter die Weltcup-Regatten in Varese und Luzern, belegte aber dazwischen bei den Europameisterschaften nur den sechsten Platz. Bei den Olympischen Spielen 2016 erkämpfte der niederländische Achter mit Kaj Hendriks, Robert Lücken, Boaz Meylink, Boudewijn Röell, Olivier Siegelaar, Dirk Uittenbogaard, Mechiel Versluis, Tone Wieten und Steuermann Peter Wiersum die Bronzemedaille hinter den britischen Weltmeistern und den deutschen Europameistern.